# 幸运女神庙
幸运女神庙或幸运女神圣所（意大利语：Santuario della Fortuna Primigenia）建于公元前2世纪，位于罗马城以东25公里的帕莱斯特里纳，是罗马共和国时期的大型宗教建筑。神庙供奉着幸运女神福尔图娜，因此闻名于罗马世界。

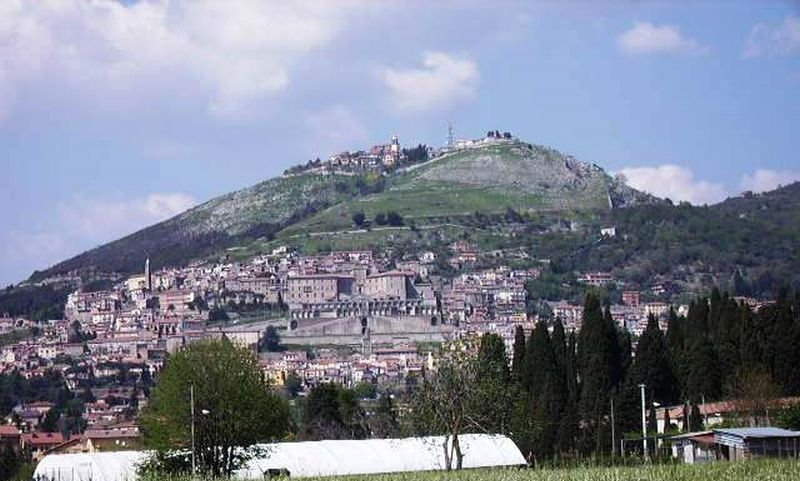
幸运女神庙与帕莱斯特里纳

## 历史
传统观点认为该神庙建于公元前2世纪末，但在二战后，该神庙博物馆的首批馆员（F. Fasolo, G. Gullini, Il santuario della Fortuna Primigenia a Palestrina, I-II, Roma 1953）对修建时间提出了质疑，认为其建于公元前2世纪中叶，因此在同一世纪末有了碑铭记载。然而有发现证明，该祭仪在公元前四至三世纪就已经存在。
神庙的建立可能要归功于一些公民团体，在战争与贸易中，他们渴望从东方获得充裕的金钱和劳力，之后依旧坚持领土扩张的立场。虽然该阶层可能致力于帝国主义扩张，但被排除在政治生活之外：因为在同盟者战争和反新罗战争中，意大利的普雷涅斯特（帕莱斯特里纳）被定为最后一个前哨基地。
随着时间的流逝，圣所的遗迹被中世纪建筑掩盖，在1944年市中心轰炸后得以发现。
如今该遗址所有权属于意大利文化遗产与旅游部（MiBAC），2014年12月起由拉齐奥博物馆署（Polo Museale del Lazio）管理。

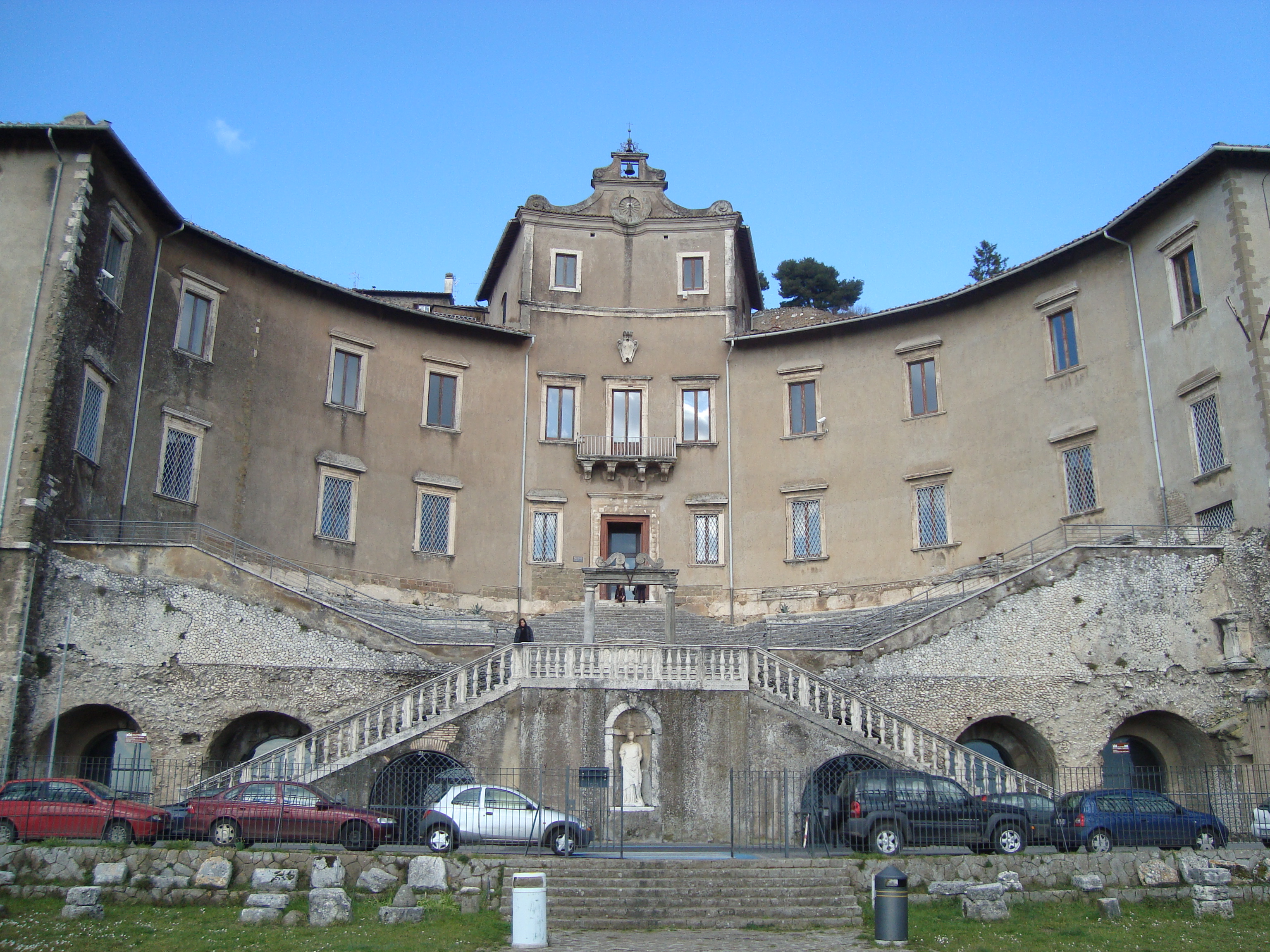
建在女神庙废墟上的巴贝里尼宫

## 影响
幸运女神庙遗址一直以来都吸引着建筑师和艺术家。众多建筑师和学者对重建圣所提出了想法，这些人包括：安德烈·帕拉第奥，彼得罗·达·科尔托纳，多明尼柯·卡斯特利（Domenico Castelli），路易吉·卡尼纳（Luigi Canina），海因茨·卡勒（HeinzKähler）和福斯托·泽维（Fausto Zevi）。
幸运女神庙内部体量宏大、阶梯折回，激发了许多建筑师的创作灵感。借鉴其设计的建筑包括：布拉曼特设计的梵蒂冈观景台（Belvedere Vatican，1504），彼得罗·达·科尔托纳设计的皮涅托别墅（1635），德·菲舍爾·馮·埃拉赫建造的美泉宫（1690），朱塞佩·萨科尼设计的维托里亚诺（1884-1911），路易斯·卡恩（Louis Kahn）的Pocono艺术中心（1972 ），琼斯和柯克兰建筑师事务所（Jones and Kirkland Architects）的密西沙加市民中心（1982-6）以及建筑师弗朗西斯科·维尼斯，詹姆斯·斯特林和罗伯特·文丘里的一些作品。

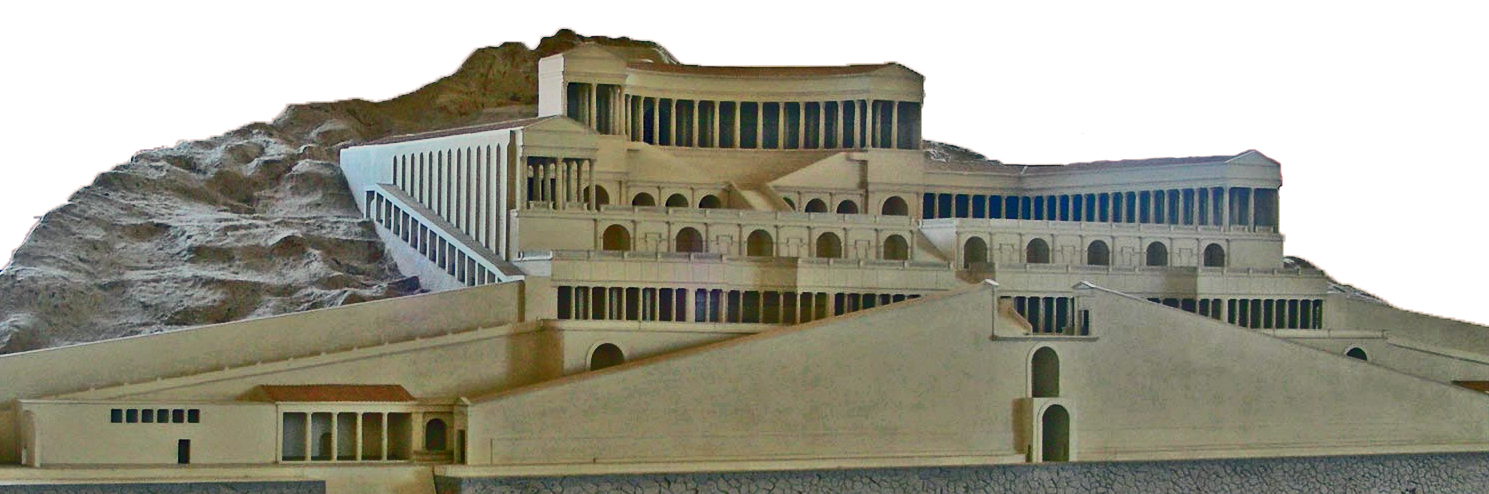
PalestrinaMuseoPlasticoSantuario